# チャイ・マリンズ
チャイ・マリンズ（Chay Mullins、2002年1月23日 - ）は、ユナイテッド・ラグビー・チャンピオンシップ、コナートに所属するラグビー選手。

## プロフィール
- イングランド・ブリストル出身[2]。
- ポジションはフルバック(FB)。
- 身長 193cm、体重 94kg
- U20アイルランド代表に選ばれたことがある[3]。

## 略歴
2021年、ブリストル・ベアーズに加入。 
2022年、ワールドカップセブンズのアイルランド代表に選ばれて3位に貢献。
2024年、パリ五輪の7人制アイルランド代表に選ばれた。同年、コナートに加入。